# Kemusuk
Kemusuk is een dorp op Java, gelegen op vijftien kilometer ten westen van Jogjakarta.

## Geboren
- Soeharto (1921-2008), generaal en president van Indonesië (1967-1998)